# Rejowiec (gromada w powiecie chełmskim)
Rejowiec – dawna gromada, czyli najmniejsza jednostka podziału terytorialnego Polskiej Rzeczypospolitej Ludowej w latach 1954–1972.
Gromady, z gromadzkimi radami narodowymi (GRN) jako organami władzy najniższego stopnia na wsi, funkcjonowały od reformy reorganizującej administrację wiejską przeprowadzonej jesienią 1954 do momentu ich zniesienia z dniem 1 stycznia 1973, tym samym wypierając organizację gminną w latach 1954–1972.
Gromadę Rejowiec z siedzibą GRN w Rejowcu (wówczas wsi) utworzono – jako jedną z 8759 gromad na obszarze Polski – w powiecie chełmskim w woj. lubelskim na mocy uchwały nr 7 WRN w Lublinie z dnia 5 października 1954. W skład jednostki weszły obszary dotychczasowych gromad Kobyle, Rejowiec kol., Rejowiec osada i Wólka Rejowiecka ze zniesionej gminy Rejowiec w tymże powiecie. Dla gromady ustalono 26 członków gromadzkiej rady narodowej.
1 stycznia 1958 do gromady Rejowiec włączono wsie Marynin, Hruszów i Siedliszczki oraz kolonię Hruszów i PGR Hruszów ze zniesionej gromady Marynin w tymże powiecie.
1 stycznia 1960 do gromady Rejowiec włączono obszar zniesionej gromady Niedziałowice w tymże powiecie.
Gromada przetrwała do końca 1972 roku, czyli do kolejnej reformy gminnej. 1 stycznia 1973 w powiecie chełmskim reaktywowano gminę Rejowiec.